# 圣让多
圣让多（法語：Saint-Jean-d'Aulps，法語發音：[sɛ̃ ʒɑ̃ do]）是法国上萨瓦省的一个市镇，属于托农莱班区。

## 地名
该地名“Saint-Jean-d'Aulps”发音为[sɛ̃ ʒɑ̃ do]，末尾字母“lps”不发音，《世界地名译名词典》将其误译作“圣让-多尔普”。

## 地理
圣让多（46°14'5"N, 6°39'20"E）面积40.19 平方千米，位于法国奥弗涅-罗讷-阿尔卑斯大区上萨瓦省，该省份为法国东部省份，历史上为薩伏依的一部分，北与瑞士接壤，西接安省，南至萨瓦省，东与瑞士和意大利接壤。
与圣让多接壤的市镇（或旧市镇、城区）包括：阿邦当斯、贝勒沃、勒比奥、拉科特达尔布罗、埃塞尔罗芒、蒙特里永。
圣让多的时区为UTC+01:00、UTC+02:00（夏令时）。

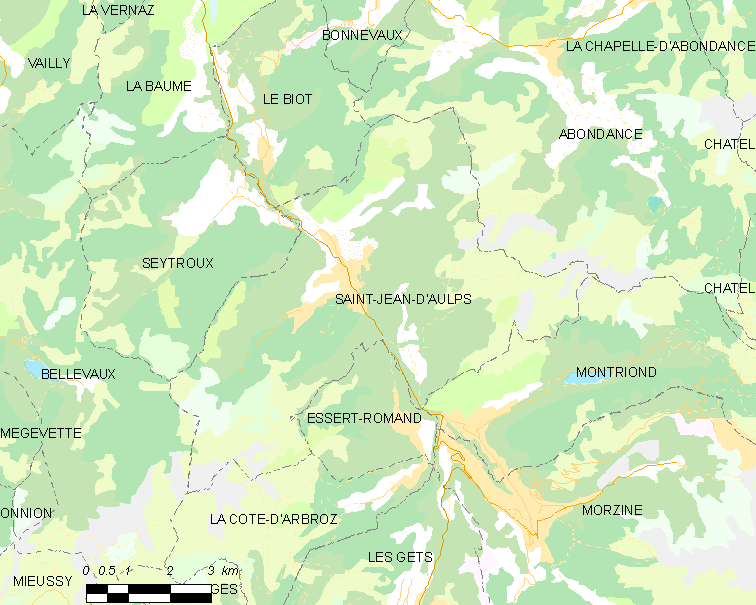
圣让多的OSM定位图

## 行政
圣让多的邮政编码为74430，INSEE市镇编码为74238。

## 政治
圣让多所属的省级选区为埃维昂莱班县。

## 人口

1962-2008年间圣让多人口变化图示

圣让多于2022年1月1日时的人口数量为1543人。